# Ácido arsenioso
Ácido arsenioso é um composto inorgânico com a fórmula H3AsO3. É conhecido por ocorrer em soluções aquosas, mas não foi isolado na forma de um material puro, embora este facto não diminua a importância de As(OH)3.

## Propriedades
As(OH)3 é uma molécula piramidal que consiste em três grupos hidroxila ligados ao arsênio. O espectro 1H RMN de soluções de ácido arsenioso consiste em um único sinal consistente com a elevada simetria da molécula. Em contraste, a nominalmente relacionada às espécies do fósforo H3PO3 adota essencialmente a estrutura HPO (OH)2; P(OH)3 é um componente de equilíbrio muito menor de tais soluções. Os diferentes comportamentos dos compostos de P e reflectem uma tendência em que os estados de oxidação elevados são mais estáveis para os membros mais leves das principais elementos do grupo do que os seus congéneres mais pesados.

## Reações
A preparação de As(OH)3 envolve uma lenta hidrólise de trióxido de arsênio em água. A adição de base de conversão do ácido arsenioso para os iões arsenito [AsO3]3-. O primeiro pKa é de 9,2, por isso As(OH)3 é um ácido fraco. Reações atribuídas à solução aquosa de trióxido de arsênio são devidos ao ácido arsenioso e as suas bases conjugadas.

## Toxicologia
Compostos com arsênico são altamente tóxicos e cancerígenos. O anidrido forma de ácido arsenioso, trióxido de arsênio, é utilizado como herbicida, pesticida e raticida.